# Guardians (film)
Pour les articles homonymes, voir Guardian.
Pour plus de détails, voir Fiche technique et Distribution.
Guardians (en russe : Защитники, Zaschitniki) est un film d'action et de super-héros russe de Sarik Andreassian sorti en 2017,,.
Dans sa globalité, le métrage reçoit une critique négative de la part des médias russes et internationaux, et est un échec au box office,.

## Synopsis
Vers la fin de la guerre froide, l'Union soviétique lança un programme d'armement du nom de « Patriot » visant à créer notamment des supersoldats génétiquement améliorés. Cependant, le principal chercheur du projet Patriot, le Dr Kuratov, s'est insurgé après avoir vu son programment d'armement technologique mis au rebut en raison de ses échecs constants, et a acquis des super-pouvoirs en s'enfuyant en même temps que ses cobayes.
30 ans plus tard, le Dr Kuratov a finalement mis au point son armée technologique et tente de s'emparer du pouvoir en Russie. Pour riposter, le ministère russe de la Défense décide de retrouver les anciens cobayes de Kuratov et de les rassembler dans une unité spéciale au sein du projet Patriot : les « Guardians ».

## Fiche technique
Sauf indication contraire, les informations mentionnées dans cette section peuvent être confirmées par la base de données cinématographiques IMDb,  présente dans la section « Liens externes ».
- Titre original non latin : Защитники
- Titre original : Zaschitniki
- Titre français : Guardians
- Réalisation : Sarik Andreassian
- Scénario : Andrei Gavrilov
- Direction artistique : David Dadunashvili
- Costumes : Gulnara Shakhmilova
- Son : Dmitry Kliminov, Aleksey Sinitsyn
- Montage : Georgiy Isaakyan
- Musique : Georgiy Zheryakov
- Production : Gevond Andreassian, Sarik Andreassian, Vladimir Polyakov, Aleksey Ryazantsev
  - Coproduction : Nikita Argunov
  - Production déléguée : Lenny Levi, Maksim Oleynikov, Daniel Shapovalov
- Sociétés de production : Enjoy Movies, Big Cinema House, Argunov Studios, Renovatio
- Sociétés de distribution :
  - Karoprokat (Russie)
  - Planeta Inform (monde, excepté la Russie)
  - Cathay-Keris Films, MM2 Entertainment (Singapour)
  - Purple Media Enterprises (Philippines)
  - 4Digital Media (Royaume-Uni)
  - Capelight Pictures (Allemagne, DVD et Blu-ray)
  - Mongkol Major (Thaïlande)
  - Première TV Distribution (Pays-Bas, VOD)
  - Star Entertainment (Inde)
  - Turbo Films (Chine)
  - Wild Side (France)[7]
  - Source 1 Media (Pays-Bas)[8]
  - Planeta Inform[9]
- Budget : 380 000 000 roubles russes (environ 5 millions de dollars[10])
- Pays d’origine :  Russie
- Langue originale : russe
- Format : couleur - 35 mm - 2,35:1 - son Dolby Digital / Dolby Atmos
- Genre : action, super-héros
- Durée : 88 minutes, 89 minutes (Taïwan)
- Dates de sortie :
  - Russie : 23 février 2017
  - Suisse : 8 juillet 2017 (Festival international du film fantastique de Neuchâtel 2017)
  - France : 26 juillet 2017 (sortie DVD et Blu-ray)

## Distribution
Sauf indication contraire, les informations mentionnées dans cette section peuvent être confirmées par la base de données cinématographiques IMDb,  présente dans la section « Liens externes ».
- Sebastien Sisak (VF : Jérémie Covillault) : Ler
- Anton Pampouchny (VF : Xavier Fagnon) : Arsus
- Alina Lanina (VF : Victoria Grosbois) : Xenia
- Sanzhar Madiev (VF : Alexandre Nguyen) : Khan
- Valeria Shkirando (VF : Marie-Eugénie Maréchal) : Major Elena Larina, commandante de Patriot
- Vyacheslav Razbegaev (VF : Patrick Borg) : Major-Général Nikolai Dolgov
- Stanislav Shirin (VF : Bruno Dubernat) : Dr August Kuratov
- Marusja Klimnova : officier Shtabnoy
- Nikolaj Shestak : Fyodor
- Mila Maksimova : Varvara Rogachyova
- Marusya Klimova, Sergey Shatalov, Evgeniy Venediktov : Officiers
- Vladimir Butenko : Soldat de l'OMON
- Dmitriy Savyanenko : Lobbyiste
- Aleksandr Semyonov : Pilote
- Igor Maslov : Ministre de la Défense
- Yuliya Titarenko, Anna Kravtsova

## Production
Lors de l'American Film Market (en) 2016, après un extrait de 40 minutes, un accord avec de nombreux grands producteurs est passé pour une diffusion à l'international. Une sortie à l'international est confirmée pour de nombreux pays, dont la Belgique, la France et le Luxembourg,.

### Tournage
Le tournage débute le 27 avril 2015 à Moscou et se termine dans l'oblast de Moscou et en Crimée le 14 juillet 2015.

## Accueil

### Accueil critique
Les critiques de Guardians sont très peu mitigées, et tendent pour la plupart vers le bas. Le scénario est le plus critiqué, les critiques parlant tour à tour d'un « gâchis », d'un « scénario relativement peu crédible », « banal », « faible », « pauvre », et d'une intrigue « ennuyeuse et monotone ». Selon le site web français DansTonCinéma, « le scénario [...] n'est qu'un prétexte, [...] tout est expédié à la vitesse de l’éclair sans être vraiment travaillé » et « les scénaristes ont largement pompé Avengers ». Certaines scènes sont également critiquées pour leur trop grande rapidité : c'est seulement durant les cinq premières minutes que sont présentés les différents personnages principaux, ce qui ne permet pas de les développer correctement,, et la scène finale, relatant le combat contre l'antagoniste principal, est également trouvée trop rapide et facile, comparée aux autres affrontements,. Blasting News rajoute que cette « fin [est] forcée et peu convaincante ».
Les scènes de combats sont effectivement décrites comme « mauvaises », « répétitifs » et « ennuyantes », avec une action qui « n'est pas au niveau » pour SciFi.bg.
Les personnages, incarnés par des comédiens qui « s'en tirent plutôt bien » (DansTonCinéma), « manquent de profondeur » et qui ont des actions « prévisibles », sont « personnages ennuyeux » selon CineMarvellous! et Foster on Films rajoute que ce « ne sont pas des personnages, seulement des acteurs devant la caméra ». À Freakin's L'Geek.com d'ajouter qu'il y a un « manque d’enthousiasme pour donner corps [aux] personnages qui se prennent souvent bien trop au sérieux. Ils auront le droit chacun à leur scène totalement ratée de confessions intimes accompagnée à chaque fois du même morceau triste. » Dans le même principe, les dialogues, « ridicules », « non naturels », sont « extrêmement mauvais » selon le média estonien Filmiarvustus.
Les avis sont plus divisés sur les effets spéciaux et l'animation des personnages : ActionFreude, CineMagazine, ScreenDependant ou encore l'allemand Filmaffe affirment que l'on voit trop que certains personnages sont animés par ordinateur et que les scènes sont « non soignées ». Hoboctи ajoute que les « images [valent] les jeux vidéo au début de la 3D ». Cependant, selon Blasting News les « effets visuels et sonores sont bons » et « les images sont très belles avec une profusion d'effets numériques pour la plupart très réussi » pour Freakin's L'Geek.com. De son côté, Unification France donne un avis plus global : « il faut noter d'abord un bon point pour les décors. [...] Cela se gâte avec les effets spéciaux. Selon le personnage, c’est tout bon ou tout faux. Le [meilleur] est ce qui se rattache à Khan et à Kseniya. Le pire est pour l'homme ours, Arsus, dont l'animation est du niveau d'une mauvaise animatique de jeu vidéo. »
Cependant, plusieurs critiques reconnaissent tout de même que le film est réalisé avec un petit budget,, (5 millions de dollars ; le budget du dernier film de super-héros en date, Doctor Strange de Scott Derrickson, s'élevant à 165 millions). Foster on Films trouve d'ailleurs que le film est « fantastique » pour son coût de fabrication « bon marché ».
Un des objectifs du métrage russe est de pouvoir rivaliser avec les nombreux blockbusters super-héroïques, pour la plupart américains. Les quatre héros représentent d'ailleurs différentes régions de l’URSS (Sibérie, Moscou, Kazakhstan, Arménie) et combattent un méchant qui a dérobé la Hammer Space Station, un canon construit par le président Ronald Reagan dans le cadre de la « Guerre des étoiles ». Ce principe est, pour la plupart des critiques, mal vu ou mal réussi. Ainsi, Blog me to hell parle d'une « imitation » des Gardiens de la Galaxie, CineMagazine d'une « copie », de surcroît « de mauvaise qualité » pour Plugged In et DansTonCinéma compare son scénario à celui d'Avengers. Pour Unification France et Kanobu.ru (ru), c'est également le manque d'originalité, « et de folie » pour Meownauts, qui est dérangeant,. Freakin's L'Geek.com conclut par un rapprochement avec Les Quatre Fantastiques de Josh Trank, grand échec commercial et critique de l'année 2015.
Malgré son absence d'humour noté par certains médias,, d'autres (notamment HeyUGuys et Screen Anarchy (en)) le jugent justement « amusant » voir « hilarant » pour son trop-plein de « sérieux », ou par son « idiotie » et son « stoïcisme »,. Finalement, sur un pan total, le film est dit « ennuyant », « ridicule », « bizarre », « décevant », « ni drôle ni subtil ni passionnant » par CineMarvellous!, Filmaffe, Movie Break et DansTonCinéma mais aussi « imaginatif » par Foster on Films.

### Box-office
| Pays ou région | Box-office  | Date d'arrêt du box-office | Nombre de semaines |
| -------------- | ----------- | -------------------------- | ------------------ |
| Russie         | 4 803 565 $ | 26 mars                    | 5                  |
| Bolivie        | 155 754 $   | 31 août                    | 7                  |
| Brésil         | 140 183 $   | 31 août                    | 1                  |
| Bulgarie       | 52 304 $    | 26 mars                    | 5                  |
| Chine          | 2 877 806 $ | 25 mai                     | 2                  |
| Colombie       | 168 675 $   | 10 août                    | 2                  |
| Mexique        | 1 160 864 $ | 1er septembre              | 2                  |
| Thaïlande      | 356 898 $   | 5 mars                     | 2                  |
| Tchéquie       | 9 728 $     | 23 avril                   | 1                  |
| Uruguay        | 2 509 $     | 31 août                    | 2                  |

Après l'échec du film au box-office, la société Enjoy Movies déclare faire faillite et met la clef sous la porte.

## Suites
En février 2016, The Hollywood Reporter déclare qu'une suite, nommée temporairement Guardians 2 et co-produite par la société chinoise Turbo Films, serait prévue.
À l'Indian Express, Andreassian rapporte, en février 2017, que l'idée est de créer une franchise autour de Guardians mais qu'il ne sait pas exactement quand elle sortira. Il évoque deux dates : fin 2018 ou 2019.